# Omladinski Fudbalski Klub Bar
L'Omladinski Fudbalski Klub Bar o più semplicemente OFK Bar, è una società calcistica montenegrina con sede nella città di Antivari. Nella stagione 2011-2012 hanno giocato in Prva crnogorska fudbalska liga, massima divisione del campionato di calcio montenegrino.

## Palmarès

### Competizioni nazionali
- Treća Crnogorska Liga: 1

2008-2009

### Altri piazzamenti
- Druga Crnogorska Liga:

Promozione: 2009-2010
- Crnogorski regionalni kupovi:

Finalista: 2006-2007